# Вахович, Ирина Михайловна
Ирина Михайловна Вахович (укр. Ірина Михайлівна Вахович; род. 8 апреля 1975 года, Млинов, Ровенская область) — украинский государственный деятель, председатель Волынского областного совета с 26 июля 2019 года по 25 ноября 2020 года.

## Биография
Родилась 8 августа 1975 года в посёлке городского типа Млинов Ровненской области.
В 1997 году окончила Луцкий индустриальный институт по специальности «Экономика предприятия», в марте 2002 года защитила кандидатскую диссертацию в Институте региональных исследований НАН Украины, в 2008 году защитила докторскую диссертацию в Институте проблем рынка и экономико-экологических исследований НАН Украины «Теоретико-методологические основы формирования и реализации региональной политики финансового обеспечения устойчивого развития», в том же году получила звание профессора.
С 1999 года работает в Луцком государственном техническом университете. С 1999 по 2004 год была ассистентом, старшим преподавателем, доцентом кафедры менеджмента и маркетинга Луцкого государственного технического университета, с 2004 по 2005 год — заведующей кафедры экономики и предпринимательства, с 2005 по 2008 год — деканом факультета бизнеса, с 2008 по 2010 год — директором учебно-научно-производственного института экономики и управления, с 2010 по 2013 год — заведующей кафедрой финансов, с 2013 по 2014 год — проректором по научно-педагогической работе, с 2014 года — заведующей кафедрой финансов, банковского дела и страхования ЛНТУ.
В 2015 году была избрана депутатом Волынского областного совета от партии «УКРОП», с 2018 по 2019 год возглавляла постоянную комиссию по вопросам бюджета, финансов и ценовой политики.
26 июля 2019 года возглавила Волынский областной совет после того, как действующий председатель Игорь Палица был избран депутатом Верховной рады Украины IX созыва. За её кандидатуру проголосовали 55 депутатов.
Замужем, есть дочь.